# Тимелія-темнодзьоб білогруда
Тиме́лія-темнодзьо́б білогруда (Stachyris grammiceps) — вид горобцеподібних птахів родини тимелієвих (Timaliidae). Ендемік Індонезії.

## Опис
Довжина птаха становить 12 см. Верхня частина тіла рудувато-коричнева, нижня частина тіла білувата, боки і стегні сірі. Голова темно-сіра, лоб сірувато-чорний, поцяткований білими плямками, потилиця і шия сіруваті. Над очима білі "брови". під дзьобом білі "вуса". Очі червонуваті, дзьоб чорнуватий, знизу темно-сизий, лапи сизі.

## Поширення і екологія
Білогруді тимелії-темнодзьоби поширені на заході Яви. Вони живуть у вологих тропічних лісах. Зустрічаються на висоті від 30 до 1500 м над рівнем моря, переважно на висоті до 1000 м над рівнем моря.

## Збереження
МСОП класифікує стан збереження цього виду як близький до загрозливого. Білогрудим тимеліям-темнодзьобам загрожує знищення природного середовища.